# Dorfkirche Hohndorf (Annaburg)

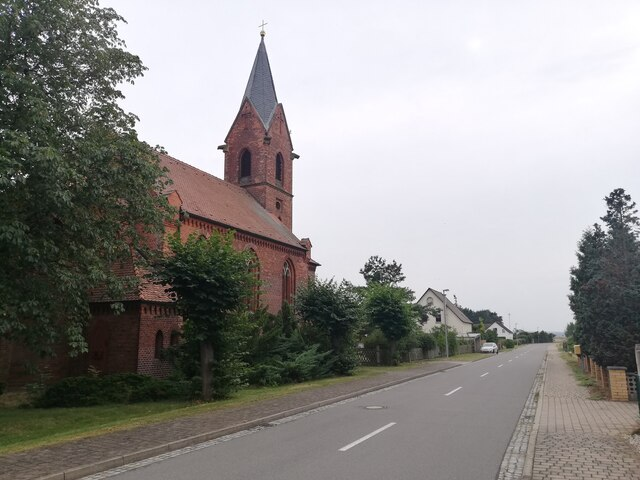
Nordostansicht der Kirche nebst Kreisstraße 2229 im August 2022

Die evangelische Dorfkirche Hohndorf befindet sich in Hohndorf, einem Ortsteil der Stadt Annaburg im Landkreis Wittenberg. 

## Geschichte
Das unter Denkmalschutz stehende Gebäude wurde bis 1885 anstelle eines Vorgängerbauwerkes errichtet, welches 1620 durch die sächsische Kurfürstin Hedwig von Dänemark gestiftet wurde. Die Grundsteinlegung für die neue Kirche erfolgte im Jahr 1883. Eine über dem Innenportal der Kirche befindliche, gemalte Inschrifttafel erinnert heute an den Vorgängerbau mit Inschriften über Stiftung und Einweihung. 

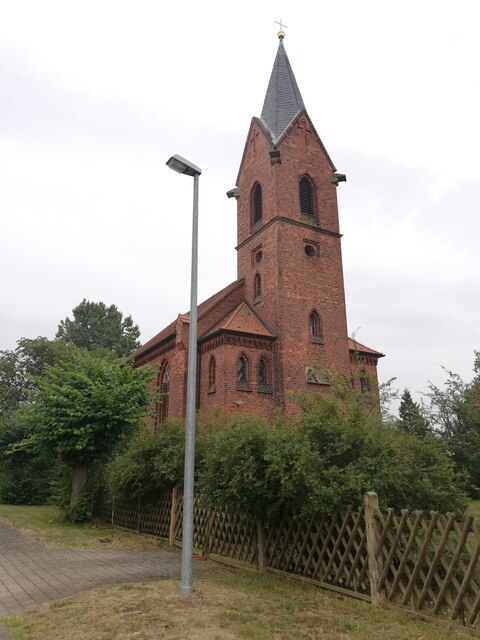
Nordwestansicht des Kirchbaus im August 2022

## Gebäude
Das Kirchengebäude ist ein in neogotischen Formen ausgeführter Backsteinbau mit Saal, quadratischem Westturm und polygonalem Chor. Über dem Eingang befindet sich eine plastische Wappentafel des sächsischen Kurfürsten. 

### Ausstattung
Teile der heutigen Ausstattung stammen noch aus dem Vorgängerbau. Aus dem Jahr 1620 ist die sechseckige Sandsteintaufe mit Balusterfuß und Beschlagwerkornamentik erhalten. Zwei Messingleuchter mit Inschriften und Wappen wie auch zwei Sandsteinreliefs stammen ebenso aus diesem Jahr. Ein hölzernes Vortragekreuz mit dem aufgemalten Gekreuzigten stammt aus dem Ende des 18. Jahrhunderts. Auf das Jahr 1789 ist die Sargbahre der Kirche datiert. Der Altaraufsatz wurde 1885 von Wilhelm Wollschläger in Torgau gefertigt. Unter dem Gekreuzigten ist auf der Mitteltafel eine Darstellung des Abendmahles zu sehen. Auf den Flügeln befinden sich Allegorien des Glaubens und der Treue. Die Geißler-Orgel ist die einzige Orgel der Region, bei der die Luftzufuhr für die Pfeifen noch manuell erfolgt.